# Cratere Wiener
Wiener è un grande cratere lunare di 113,39 km situato nella parte nord-occidentale della faccia nascosta della Luna.